# Katrina and the Waves

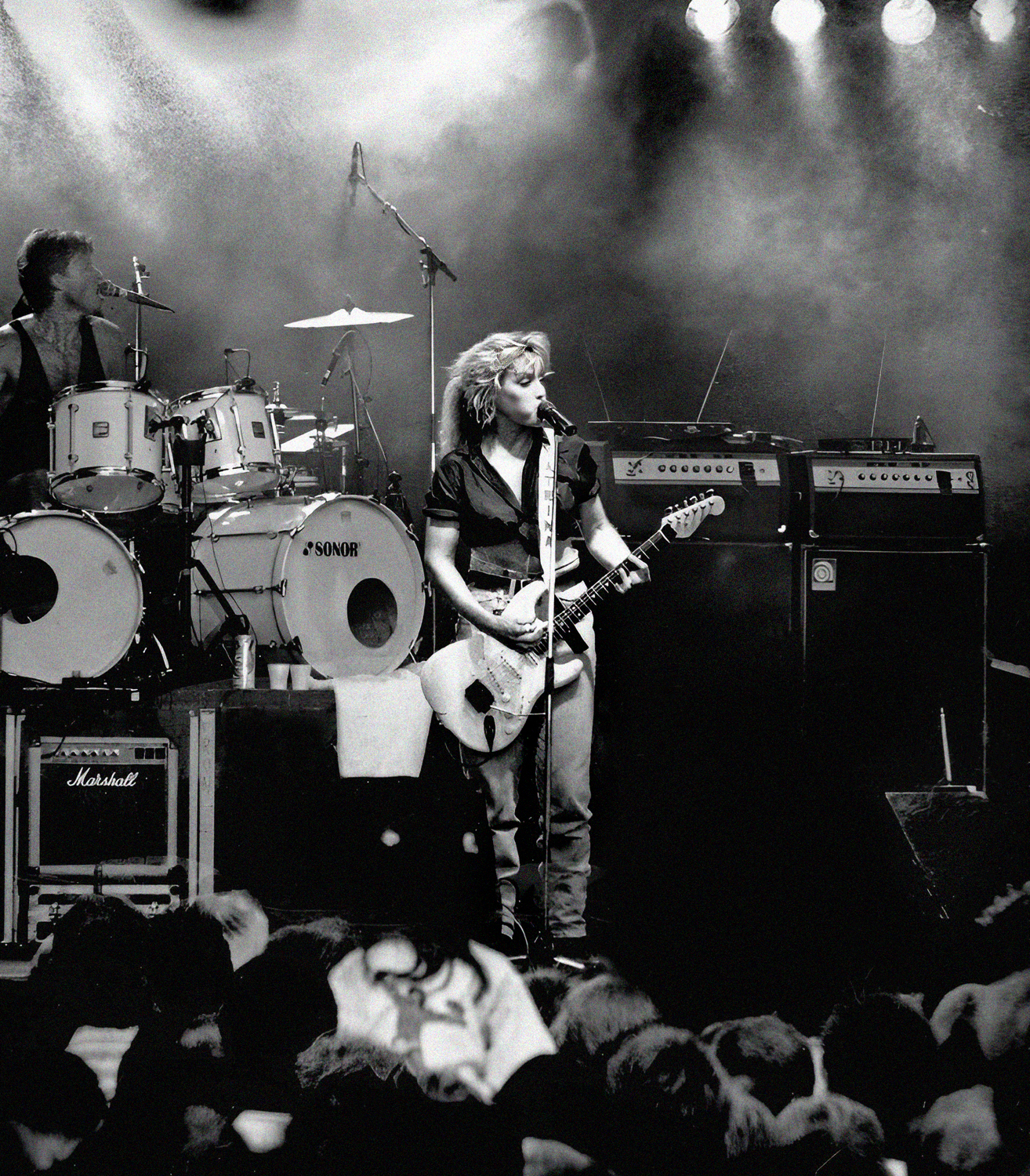
Katrina and the Waves. Malmö 1988.

Katrina and the Waves est un groupe de pop rock américano-britannique. Ils sont connus pour leur chanson Walking on Sunshine (1985) et leur victoire au Concours Eurovision de la chanson en 1997 avec le titre Love Shine a Light.

## Historique
Le groupe, formé dans la mouvance musicale de Cambridge, se nomme d'abord Kimberley Rew & the Waves. En 1983, les membres du groupe enregistrent, avec leurs propres deniers, un album destiné à être vendu lors de leurs concerts. Ils contactent plusieurs maisons de disques mais seul le label canadien Attic Records leur fait une proposition. Par conséquent, bien que le groupe soit basé au Royaume-Uni, le premier album de Katrina and The Waves Walking On Sunshine ne sort qu'au Canada.
Grâce à des bonnes critiques et de nombreux passages en radio, le groupe fait une tournée au Canada. En 1984, ils sortent un deuxième album au Canada (Katrina and the Waves 2).
Leur titre Going Down to Liverpool est repris par les Bangles. Le succès international grandissant, un plus grand label, Capitol Records, leur offre un contrat.
Ils ré-enregistrent leurs titres et l’album est présenté comme leur premier LP. Ils obtiennent la reconnaissance des critiques et le succès international avec leur morceau Walking on Sunshine. Mais ils n’arrivent pas à retrouver le succès avec l’album suivant. Et même si le groupe continue à enregistrer, les disques ne sortent qu’en Europe continentale ou au Canada.
En 1997, ils créent la surprise en remportant le Concours Eurovision de la chanson pour le Royaume-Uni avec Love Shine a Light. La chanson se classe à la troisième place du hit parade de ce pays. Malgré ce succès, Katrina Leskanich quitte le groupe en 1999. Le groupe se sépare en dépit de quelques tentatives pour remplacer la chanteuse.
En octobre 2005, Katrina Leskanich présente avec Reanars Kuipers Congratulations, en direct de Copenhague (Danemark).

## Membres du groupe
- Katrina Leskanich – chant, guitares
- Kimberley Rew - chant, guitares
- Alex Cooper - batterie
- Vince de la Cruz - basse

## Discographie
- Shock Horror (1983) (sous le nom The Waves)
- Walking on Sunshine (1983)
- Katrina and the Waves 2 (1984)
- Katrina and the Waves (album 1985)
- Waves (1986)
- Break of Hearts (1989)
- Pet The Tiger (1991)
- Edge of the Land (1993)
- Turnaround (1994)
- Walk on Water (1997)